# Báránd
Báránd is een plaats (község) en gemeente in het Hongaarse comitaat Hajdú-Bihar. Báránd telt 3000 inwoners (2007).